# Yang Quan
Yang Quan (chinesisch 楊泉 / 杨泉, W.-G. Yang Ch`üan; Lebensdaten unbekannt), zi: Deyuan 德渊, war ein chinesischer Philosoph und Atheist zur Zeit der Westlichen Jin-Dynastie (265–316). Yang stammte aus dem heutigen Shangqiu in der Provinz Henan. Er verbrachte fast sein ganzes Leben damit, Astronomie, Geographie, Kalender, Agronomie, Medizin und Philosophie zu studieren. Er ist Verfasser der Abhandlung Wuli lun (物理論 / 物理论 „Über die Natur der Dinge“). Yang behauptete in dem Werk, dass Wasser es sei, welches Himmel und Erde errichte (立 lì), und qì (气) die Substanz, die Himmel und Erde und alles andere im Universum ausforme. Die Existenz von Göttern oder Geistern schloss er in seinem Denken aus. Alles in allem war Yang ein Philosoph des alten naiven Materialismus. Zum Begriff vgl. 古代朴素唯物主义; engl. ancient naive materialism.

## Schriften
- Wuli lun (物理論 / 物理论)